# سانت كيلدا

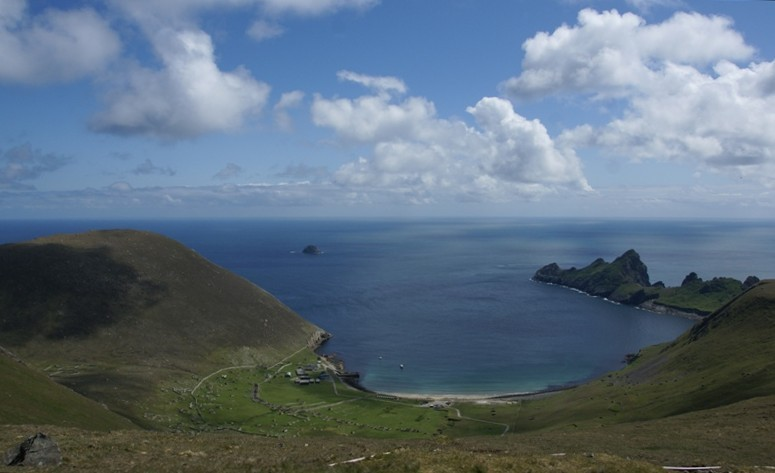

سانت كيلدا مجموعة جزر غير مأهولة بالسكان في شمالي جبال الأطلس. تقع هذه الجزر علي مسافة 64 كم من أقصى الطرف الشمالي لجزيرة يوست الشمالية في آوتر هبرايد، أسكتلندا. وتحكم هذه الجزر باعتبارها جزءًا من الجزر الغربية. وتعد جزيرة سانت كيلدا في حد ذاتها ملاذًا للطيور، وبها قاعدة عسكرية. وعلى مقربة منها جزيرة صوي الصغيرة، حيث تعيش أغنام الموفلون.